# Стара Капела (Нова Капела)
Стара Капела (хорв. Stara Kapela) — населений пункт у Хорватії, в Бродсько-Посавській жупанії у складі громади Нова Капела.

## Населення
Населення за даними перепису 2011 року становило 15 осіб.
Динаміка чисельності населення поселення:

## Клімат
Середня річна температура становить 11,06 °C, середня максимальна – 25,58 °C, а середня мінімальна – -5,82 °C. Середня річна кількість опадів – 837 мм.
| Клімат поселення                              | Клімат поселення | Клімат поселення | Клімат поселення | Клімат поселення | Клімат поселення | Клімат поселення | Клімат поселення | Клімат поселення | Клімат поселення | Клімат поселення | Клімат поселення | Клімат поселення | Клімат поселення |
| Показник                                      | Січ.             | Лют.             | Бер.             | Квіт.            | Трав.            | Черв.            | Лип.             | Серп.            | Вер.             | Жовт.            | Лист.            | Груд.            |                  |
| Середній максимум, °C                         | 6,81             | 8,49             | 12,94            | 17,52            | 22,44            | 25,58            | 24,95            | 24,34            | 20,35            | 15,09            | 9,48             | 5,34             |                  |
| Середня температура, °C                       | 0,50             | 2,19             | 6,63             | 11,20            | 16,14            | 19,28            | 21,14            | 20,52            | 16,55            | 11,29            | 5,68             | 1,54             |                  |
| Середній мінімум, °C                          | −5,82            | −4,13            | 0,32             | 4,90             | 9,82             | 12,98            | 17,36            | 16,74            | 12,75            | 7,51             | 1,90             | −2,26            |                  |
| Норма опадів, мм                              | 53               | 51               | 54               | 66               | 76               | 101              | 75               | 72               | 63               | 75               | 83               | 68               |                  |
| Середньомісячна швидкість вітру, м/с          | 1.77             | 2.03             | 2.33             | 2.27             | 2.04             | 1.89             | 1.83             | 1.69             | 1.67             | 1.71             | 1.78             | 1.83             |                  |
| Середньомісячна сонячна радіація, кДж/м²·день | 4338             | 7103             | 10918            | 15317            | 19426            | 21403            | 22438            | 20359            | 14923            | 9286             | 4938             | 3610             |                  |
| --------------------------------------------- | ---------------- | ---------------- | ---------------- | ---------------- | ---------------- | ---------------- | ---------------- | ---------------- | ---------------- | ---------------- | ---------------- | ---------------- | ---------------- |
| Джерело:                                      |                  |                  |                  |                  |                  |                  |                  |                  |                  |                  |                  |                  |                  |